# Lennart Johanssons pokal
Lennart Johanssons pokal är det vandringspris som tilldelas det lag som vinner Allsvenskan i fotboll för herrar och därmed blir svenska mästare. Priset instiftades 2001, sedan det i början av november 2000 uppmärksammats i massmedierna att Clarence von Rosen, som namngett det gamla priset von Rosens pokal, haft nazistsympatier under 1930-talet.
Lennart Johanssons pokal är designad av Anja Nibbler Kothe, och tillverkad av sterlingsilver. Den har en fotboll monterad på en sockel med rejäla handtag på sidan som den kan lyftas i. Utseendemässigt har pokalen hämtat inspiration från minnespjäsen som Sverige vann vid den olympiska fotbollsturneringen 1948 i London. Pokalen har fått sitt namn från AIK:s hedersordförande Lennart Johansson, som också var ordförande i Uefa åren 1990 - 2007.
Det första lag som fick lyfta pokalen var Hammarby IF 2001. Malmö FF har fått lyfta pokalen flest gånger, senast 2024 då klubben blev svenska mästare för tionde gången sedan pokalen instiftades.

## Hemlig inskription
Den 4 november 2010 gick tidningen Dagens Nyheter ut med en artikel där guldsmeden Peter Gustafsson berättar att hans gamla kollega Ingemar Eklund som var den som skapade pokalen graverat in "Bajen Forever" inuti bollen som pryder pokalen. Uppgifterna bekräftas senare av Ingemar Eklunds dotter. Efter att ha genomfört en titthålsoperation på pokalen den 17 december 2010 visade det sig dock att det ingraverade budskapet var "Djurgården är bäst!!" Dessutom var fyra namn inristade, T Henriksson, Anna, Ludvig och Leopold. Svenska Fotbollförbundets ordförande Lars-Åke Lagrell sade i en kommentar att inskriptionen skulle tas bort i samband med att Malmö FF fick sin segerinskription för 2010.

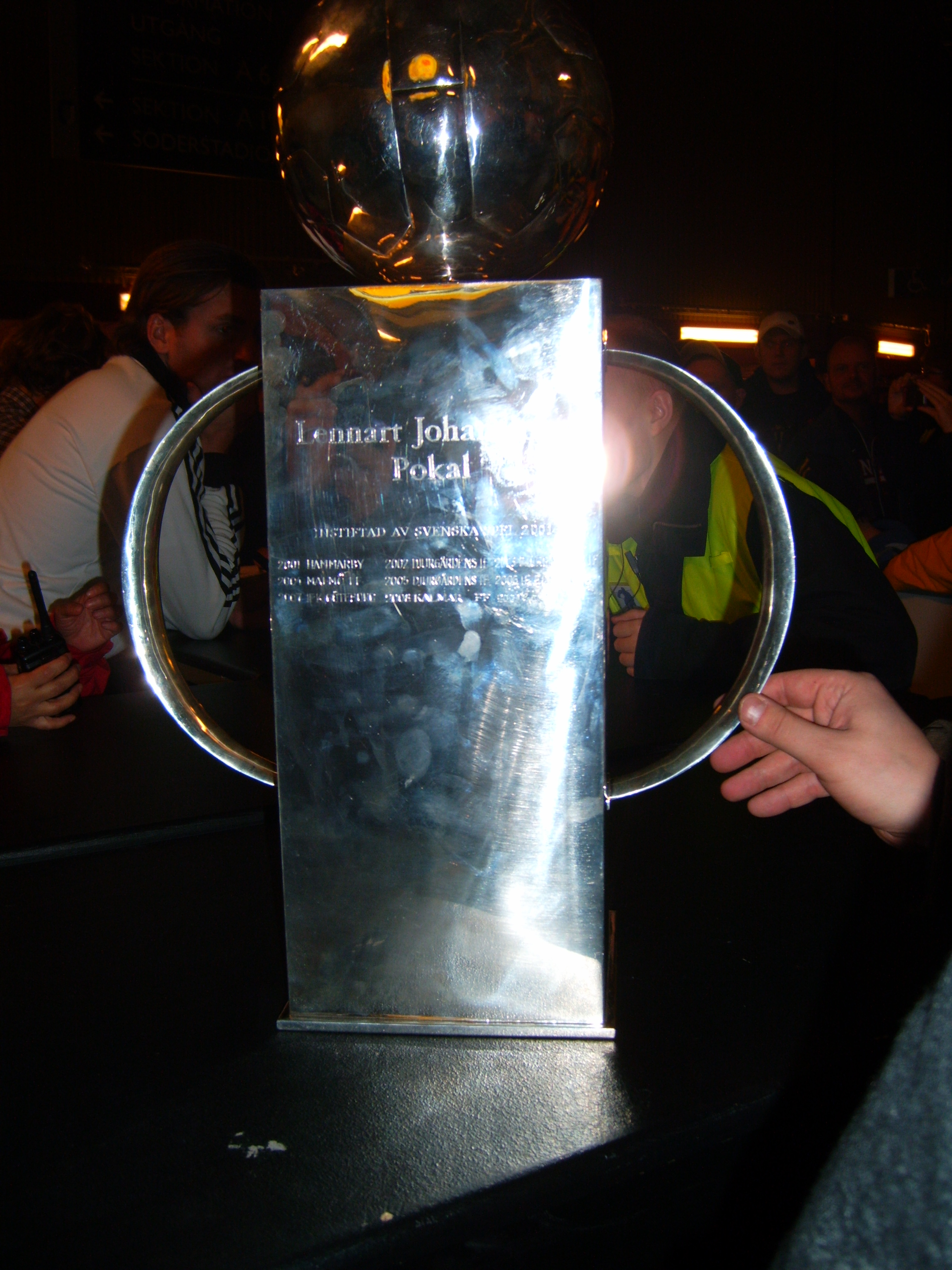
Lennart Johanssons Pokal

## Vinnare
Dessa lag har vunnit Lennart Johanssons pokal sedan början 2001.

- 2001 – Hammarby IF
- 2002 – Djurgårdens IF
- 2003 – Djurgårdens IF
- 2004 – Malmö FF
- 2005 – Djurgårdens IF
- 2006 – IF Elfsborg
- 2007 – IFK Göteborg
- 2008 – Kalmar FF
- 2009 – AIK
- 2010 – Malmö FF
- 2011 – Helsingborgs IF
- 2012 – IF Elfsborg
- 2013 – Malmö FF
- 2014 – Malmö FF
- 2015 – IFK Norrköping
- 2016 – Malmö FF
- 2017 – Malmö FF
- 2018 – AIK
- 2019 – Djurgårdens IF
- 2020 – Malmö FF
- 2021 – Malmö FF
- 2022 – BK Häcken
- 2023 – Malmö FF
- 2024 – Malmö FF